# Keep Your Hands off My Girl
Keep Your Hands off My Girl è il secondo singolo ufficiale dei Good Charlotte estratto dal loro quarto album di studio Good Morning Revival e pubblicato il 12 marzo 2007. Il singolo fu pubblicato solo in Regno Unito, Australia e in America Latina. Il singolo fu pubblicato sulla loro pagina MySpace e sul sito ufficiale nel tardo 2006.

## Tracce
- Versione Standard

1. Keep Your Hands off My Girl - 3:25 (album version)
2. Face the Strange - 2:59
3. I Just Wanna Live - 2:46 (acustica)
4. Keep Your Hands off My Girl - 4:35 (Broken Spindles remix)
5. Keep Your Hands off My Girl - 3:35 (Video Street version)

- 7" picture disc

1. Keep Your Hands off My Girl - 3:25 (album version)
2. Face the Strange - 2:59

## Video musicale
Il video musicale fu pubblicato sulla pagina MySpace ufficiale il 22 settembre 2006, diretto da Marvin Scott Jarrett, che diresse anche il loro documentario Fast Future Generation. Nel video la band suona in una stanza bianca, portando i vestiti che loro indossavano nella cover dell'album. Ricevette un discreto successo nel Regno Unito. La première del video fu pubblicata in UK il 17 gennaio 2007 su Scuzz e in America Latina il 5 febbraio 2007 sul programma di MTV Los 10+ Pedidos. Il video fu inserito in Xbox Live per "Artist of the Month".
Fu diretta anche una seconda versione per il video; rappresenta la band che suona in una cantina dove Joel Madden rivolge la canzone a varie donne. Il video fu usato per l'Xbox Live Marketplace. Fu diretto da Samuel Bayer che diresse anche il video del singolo "Hold On".

## Classifiche
| Classifica (2007)                       | Posizione |
| --------------------------------------- | --------- |
| Australian ARIA Singles Chart           | 5         |
| Dutch Singles Chart                     | 32        |
| Finnish Singles Chart                   | 9         |
| New Zealand Singles Chart               | 20        |
| Swiss Singles Chart                     | 27        |
| Austrian Singles Chart                  | 29        |
| Germany Singles Chart                   | 32        |
| Ireland Singles Chart                   | 32        |
| Latvian Airplay Top                     | 32        |
| European Hot 100 Singles                | 37        |
| Greek Singles Chart                     | 43        |
| Swedish Singles Chart                   | 49        |
| U.S. Billboard European Hot 100 Singles | 37        |